# Stephen Holland
Stephen Roy Holland (Nova Gales do Sul, 31 de maio de 1958) é um nadador australiano, ganhador de um bronze olímpico.
Nos Jogos Olímpicos de Verão de 1976, Holland já havia estabelecido 12 recordes mundiais, e era esperado pelo público australiano que ele fosse medalha de ouro. No entanto, desistiu de sua estratégia usual de partir rapidamente atacando, e decidiu nadar de forma conservadora e demorar mais tempo que seus principais rivais, Bobby Hackett e Brian Goodell. Holland fez o seu movimento na marca dos 800 m, mas depois ele cansou nos 200m finais, quando Goodell e Hackett alcançaram-no. Embora Holland tenha superado seu recorde mundial anterior, Goodell ultrapassou-o para levar o ouro.
Holland depois nadou os 400 m, terminando em quinto atrás de Goodell, que mais uma vez estabeleceu um recorde mundial. Após os Jogos, abatido pelo peso da decepção pública, Holland decidiu, na idade de 18 anos, que ele foi "lavado" e decidiu se aposentar da natação competitiva.
Em 10 de Junho de 1985, Holland foi condecorado com a medalha da Ordem da Austrália por serviços prestados para a natação. Em 23 de Junho de 2000, Holland recebeu a Medalha Australiana de Esportes.
Foi recordista mundial dos 800 metros livres entre 1973 e 1975, e em parte de 1976 ; e dos 1500 metros livres entre 1973 e 1974, em parte de 1975, e em parte de 1976.